# Antonio Castillo
Antonio Castillo (Madrid, 13 de fevereiro de 1908 — 13 de maio de 1984) é um figurinista espanhol. Venceu o Oscar de melhor figurino na edição de 1972 por Nicholas and Alexandra, ao lado de Yvonne Blake.